# Eiswolf farkasfalka
Az Eiswolf farkasfalka a Kriegsmarine tengeralattjárókból álló második világháborús támadóegysége volt, amely összehangoltan tevékenykedett 1942. március 28. és 1942. március 31. között Finnországtól északkeletre. Az Eiswolf (Jégfarkas) farkasfalka nyolc búvárhajóból állt, amelyek két hajót süllyesztettek el a PQ–13-as konvojból. A tengeralattjárók közül egy elpusztult.
1942. március 30-án a Barents-tengeren a Bantos-A nevű német aknamező egyik elszabadult aknája megsemmisítette. A tengeralattjáró teljes legénysége, 44 ember odaveszett.

## A farkasfalka tengeralattjárói
| A hajó száma | Parancsnoka          | Részvétel kezdete | Részvétel vége    |
| ------------ | -------------------- | ----------------- | ----------------- |
| U–209        | Heinrich Brodda      | 1942. március 29. | 1942. március 31. |
| U–376        | Friedrich-Karl Marks | 1942. március 29. | 1942. március 31. |
| U–378        | Alfred Hoschatt      | 1942. március 29. | 1942. március 31. |
| U–435        | Siegfried Strelow    | 1942. március 29. | 1942. március 31. |
| U–454        | Burckhard Hackländer | 1942. március 29. | 1942. március 31. |
| U–456        | Max-Martin Teichert  | 1942. március 29. | 1942. március 31. |
| U–585        | Ernst-Bernward Lohse | 1942. március 29. | 1942. március 30. |
| U–589        | Hans-Joachim Horrer  | 1942. március 28. | 1942. március 31. |

### Elsüllyesztett és megrongált hajók
| Dátum             | A búvárhajó száma | A hajó neve | Nemzetisége        | Vízkiszorítása | Konvoj |
| ----------------- | ----------------- | ----------- | ------------------ | -------------- | ------ |
| 1942. március 30. | U–456             | Effingham*  | Egyesült Királyság | 6421           | PQ–13  |
| 1942. március 30. | U–35              | Effingham   | Egyesült Királyság | 6421           | PQ–13  |
| 1942. március 30. | U–376             | Induna      | Egyesült Királyság | 5086           | PQ–13  |

* A hajó nem süllyedt el, csak megrongálódott